# اوسیپوفکا
اوسیپوفکا (انگلیسی: Osipovka) یک شهرک در شهرستان بلاگووشچنسکی باشقیرستان کشور روسیه است.